# Augochloropsis atropurpurea
Augochloropsis atropurpurea là một loài Hymenoptera trong họ Halictidae. Loài này được Moure mô tả khoa học năm 1940.